# Antillenseeschwalbe
Die Antillenseeschwalbe (Sternula antillarum) auch Amerikanische Zwergseeschwalbe ist eine Vogelart aus der Familie der Seeschwalben (Sternidae). Im Aussehen gleicht sie ihrer europäischen Verwandten, der Zwergseeschwalbe (Sternula albifrons), weicht aber vor allem in ihren Lautäußerungen von dieser ab. Mit einer Länge von 22–24 Zentimetern und einer Flügelspannweite von 51 Zentimetern gehört sie zu den kleinsten Seeschwalben.

## Erscheinungsbild
Der Schnabel der adulten Antillenseeschwalbe ist gelb mit einer schwarzen Spitze. Die Unterseite des Gefieders ist weiß, die Oberseite grau. Die äußersten zwei – seltener drei oder vier – Handschwingen sind schwarz gefärbt. Die weiße Gefiederfärbung der Stirn kontrastiert mit der schwarzen Färbung von Zügelstreif, Scheitel und Nacken. Die Beine sind gelb bis orange, bisweilen mit einer gräulichen oder blassrosa Tönung. Ein Unterschied im Aussehen zwischen männlichen und weiblichen Tieren ist kaum vorhanden, eine Geschlechtsbestimmung ist daher am ehesten über das Verhalten möglich.
Zur Abgrenzung von der Zwergseeschwalbe siehe dort.

## Unterarten und Verbreitung
Die Anzahl der Unterarten ist umstritten. Gochfeld und Burger erkennen drei Unterarten an:
- S. a. browni (Mearns, 1916) – Entlang der Pazifikküste von der Bucht von San Francisco bis Niederkalifornien, sowie im Westen und Süden Mexikos; überwintert zumeist entlang der westlichen und südlichen Küste Mexikos.
- S. a. athalassos (Burleigh & Lowery, 1942) – Entlang von Flüssen im Inland Nordamerikas, von den nördlichen Great Plains bis nach Texas und dem nördlichen Louisiana; überwintert im Norden Brasiliens.
- S. a. antillarum Lesson, 1847 – An der amerikanischen Ostküste von Maine bis Texas sowie bis nach Honduras und durch die Karibik bis in den Norden Venezuelas; überwintert im Norden Brasiliens.

## Lebensweise

### Nahrungserwerb und Nahrung

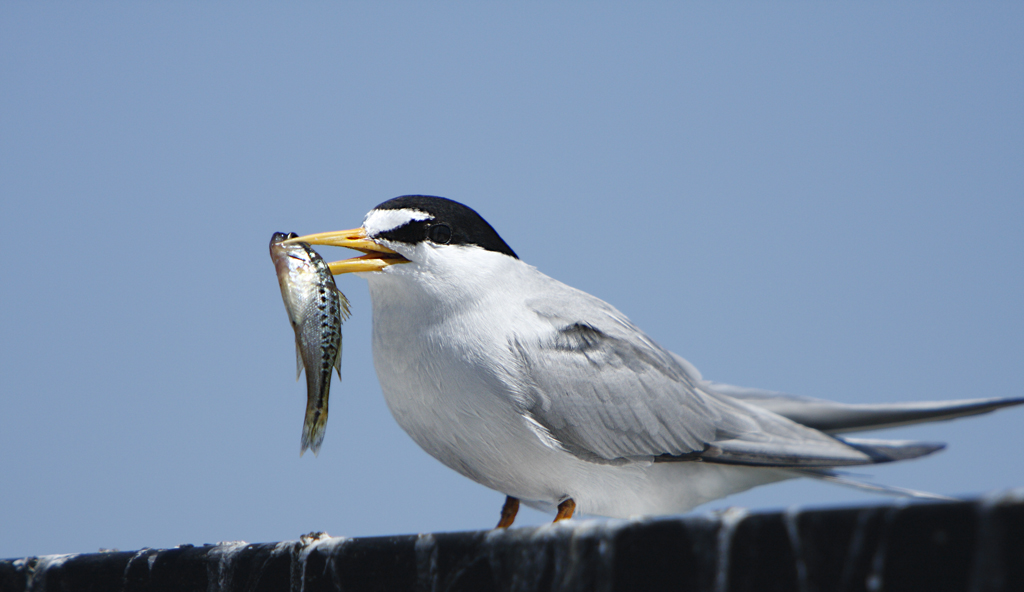
Fische sind die Hauptnahrungsquelle der Antillenseeschwalbe.

Die Nahrung der Antillenseeschwalbe besteht vor allem aus kleinen Süß- oder Salzwasserfischen, aber auch aus Krebstieren und Insekten. Für die Nahrungssuche bevorzugen die Vögel flache Gewässer wie Buchten, Lagunen, Seemarschen oder Flüsse. Beim Nahrungserwerb erspäht die Antillenseeschwalbe ihre Beute aus etwa 1 bis 10 Metern über der Wasseroberfläche und erbeutet diese dann in der Regel durch Stoßtauchen. Dabei findet der Nahrungserwerb der Tiere zumeist nur wenige 100 Meter von der Kolonie entfernt statt.

### Fortpflanzung und Brut

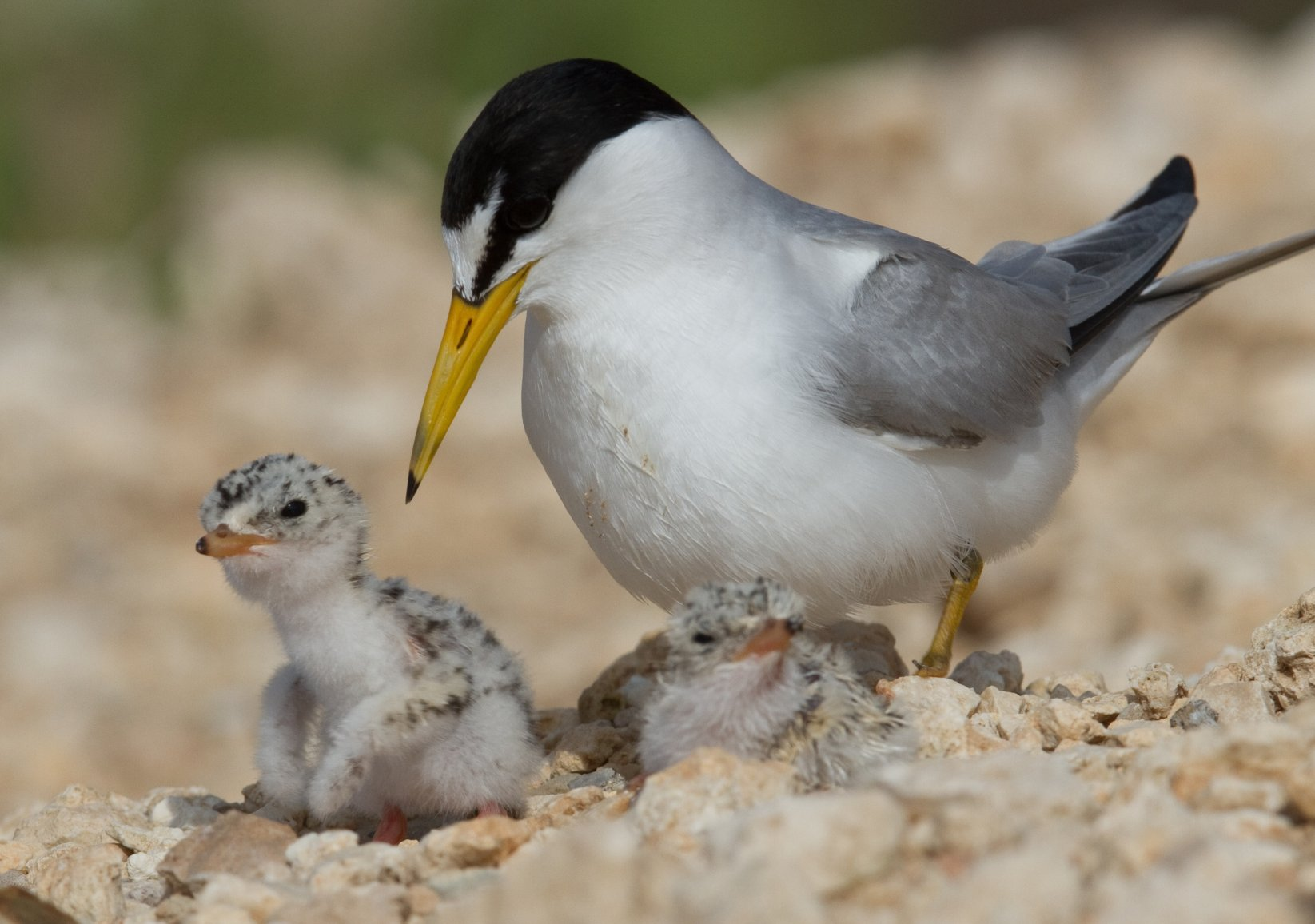
Antillenseeschwalbe mit ihren zwei Tage alten Küken

Die Antillenseeschwalbe brütet entlang von Sandstränden und größeren Flüssen in Nordamerika und überwintert an den Küsten Zentral- und Südamerikas. Die Brutkolonien umfassen in der Regel 5 bis 200 Paare, können mitunter aber auch eine Größe von 3.000 Paaren überschreiten. Das typische Gelege besteht aus zwei bis drei Eiern, die in einer einfachen Sand- oder Kiesmulde abgelegt werden. Nach 19 bis 24 Tagen Brutdauer schlüpfen die Jungvögel, die ihre Flugfähigkeit nach weiteren drei Wochen erreichen.

## Zugverhalten
Die Antillenseeschwalbe ist ein Langstreckenzieher. Sie verlässt ihre Brutgebiete im Spätsommer oder Frühherbst und zieht nach Zentral- und Südamerika in ihre Überwinterungsgebiete. Die Vögel schließen sich dazu in kleinen, losen Gruppen zusammen und folgen zwecks Nahrungserwerb – wann immer möglich – Flüssen und Küstenlinien. Bei ihrer Wanderung zurück in die Brutgebiete im Norden erreichen die Vögel die Golfküste Mexikos, Georgia und South Carolina zwischen März und April, Kalifornien und Kentucky im April, New York und Massachusetts zwischen April und Mai, sowie Illinois und Iowa im Mai.

## Bestand und Gefährdung
Im späten 19. und frühen 20. Jahrhundert gingen die Bestände vor allem aufgrund der starken Nachfrage nach Vogelfedern für Damenhüte und das Sammeln der Eier zum menschlichen Verzehr bedrohlich zurück. Heute besteht die größte Bedrohung für die Antillenseeschwalbe in der Einschränkung ihres Brutgebietes, da Sandstrände in Nordamerika einer Vielzahl von menschlichen Einflüssen ausgesetzt sind. Aufgrund ihres extrem weiten Verbreitungsgebiets und hoher Bestandszahlen wird die Art von der IUCN jedoch als nicht gefährdet eingestuft.